# Денієлл Вудгаус
Денієлл Вудгаус (англ. Danielle Woodhouse, 23 лютого 1969) — австралійська ватерполістка.
Олімпійська чемпіонка 2000 року.